# 跖
跖（sole）也作蹠，即足底，是一文言与医学术语，医学上也常用足底作为近义词。文言也称足下，口语则常用脚底、脚掌。解剖學上是指足底方位（plantar aspect）。

## 结构

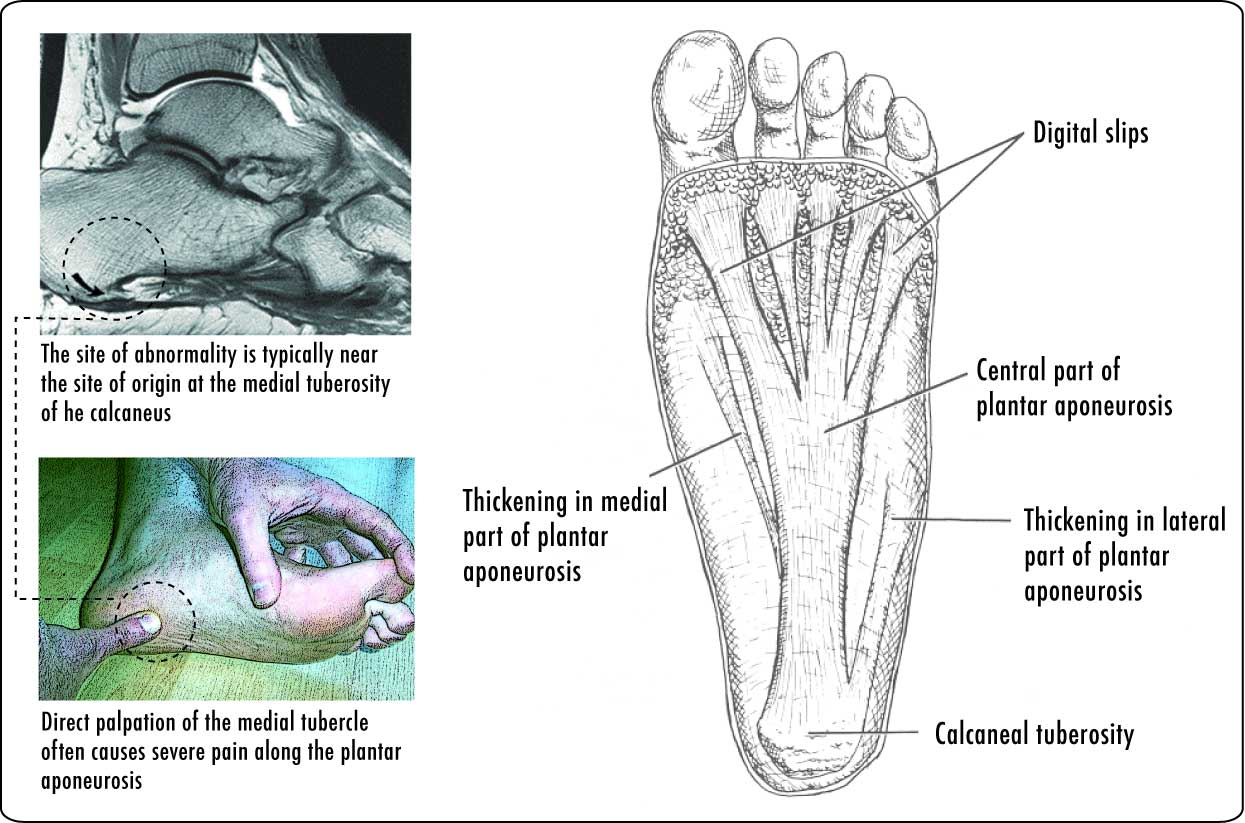
跖的深层解剖

足底是一感觉器官，人体可通过它在站立和行走时感知地面。由于不断承受体重，足底有身体上最厚的皮肤层；其无毛皮肤缺乏像身体其他部位的毛发和色素，却有大量的汗孔；与手掌的汗孔一样，足底汗孔也没有皮脂腺。
足底的皮下组织藉由发展“压力腔”系统来应付足跟与跖丘（ball of the foot，脚趾和足弓之间）的高度局部压迫力。每个腔室由内部的纤维脂肪组织组成，而外部则覆盖以胶原结缔组织。这些腔室的中隔遍布许多血管，使之成为人体血管与血液最丰富的区域之一。
足底深处的骨头形成了足弓，而足底和纵弓（有内侧纵弓与外侧纵弓两足部纵弓）由厚厚的结缔组织——足底筋膜所支撑。足底筋膜组织的中央部分延伸至支撑骨且分为两股——内侧部分和外侧部分；因此它们界定了足底三个肌肉群的边界。足弓有可能在以后的生活中垮下，导致扁平足。

## 社会与文化
在泰国、沙特阿拉伯以及一些国家，坐着时抬起腿露出脚底被视作冒犯行为，因此是一种禁忌。